# بار، کوغاز
بار (به فرانسوی: Bar) یک کمون (فرانسه) در فرانسه است که در canton of Corrèze واقع شده‌است. بار ۲۰٫۸۲ کیلومتر مربع مساحت دارد.